# Territorial TV
Territorial TV est une ancienne chaîne de télévision généraliste locale basée à Saint-Dizier. Elle est alors présente sur la télévision numérique terrestre sur le canal 33 par le biais des émetteurs de Gigny et Ligny-en-Barrois, ainsi que sur la TV d'Orange et son site Internet. La chaîne diffuse tous les jours de 6h30 à minuit des programmes quotidiens locaux riches et variés.
Le 24 octobre 2014, la chaîne annonce la fin de sa diffusion, faute de nouveaux investisseurs pour la faire perdurer. Elle cesse d'émettre le 28 octobre 2014 après-midi.

## Histoire de la chaîne
Tout a commencé avec une télévision locale sur internet, La Télé du Net, puis en mars 2010 c'est la création de Territorial TV. La chaîne est diffusée sur la Télévision numérique terrestre (TNT) dans la région de Saint-Dizier, de Chaumont, du sud de la Meuse et de Toul depuis mars 2010. Les locaux se situent alors sur les communes de Saint-Dizier et Langres. Elle est diffusée par l'émetteur de Gigny pour Saint-Dizier et de Ligny en Barrois pour Toul et le sud de la Meuse.

## Diffusion
Depuis mars 2010, Territorial TV est alors diffusée sur le canal 23 de la TNT puis sur le canal 33. Chaîne gratuite diffusée en Haute-Marne et en Meuse, elle est également disponible en direct via son site internet, sur les applications mobiles (iPhone, iPad), sur PlayTV et sur le canal 270 de la TV d'Orange.

## Programmes
Territorial TV émet quotidiennement.
Les différents programmes diffusés au long d'une journée sont : 
- Le Flash Actu (informations locale et nationale)
- L'invité du jour (invité local)
- Le Mag Sport (actualité sportive locale et nationale)
- 1h 1 métier (divertissement)
- À feux doux (cuisine)
- Escapade (divertissement)
- Le portrait (portrait d'une personne locale)
- Patrimoine (patrimoine local)
- Grand Tourisme (émission auto)
- Ma commune (présentation d'une commune locale)
- Couleurs locales
- La Météo
- Place à Vous
- Le Couarail
- PowerBoost
- Le JT Lorraine
- Parlons-en!
- L'actu Ciné